# TP d'Or 1978
Els premis TP d'Or 1978 foren entregats a l'Hotel Eurobuilding de Madrid el 28 de març de 1979. L'acte fou presidit pel ministre de Cultura Pío Cabanillas.
| Categoria              | Programa                | Persona               | Resultat       |
| ---------------------- | ----------------------- | --------------------- | -------------- |
| Actor nacional         | Cañas y Barro           | Manuel Tejada         | Guanyador      |
| Actor nacional         | Cañas y Barro           | José Bódalo           | 2 Classificat  |
| Actor nacional         | Cañas y Barro           | Alfredo Mayo          | 3 Classificat  |
| Actriu nacional        | Cañas y Barro           | Victoria Vera         | Guanyadora     |
| Actriu nacional        | El juglar y la reina    | Maribel Martín        | 2 Classificada |
| Actriu nacional        | Estudio 1               | Tina Sainz            | 3 Classificada |
| Actor Estranger        | Un hombre en casa       | Richard O'Sullivan    | Guanyador      |
| Actor Estranger        | Yo, Claudio             | Derek Jacobi          | 2 Classificat  |
| Actor Estranger        | Un hombre en casa       | Brian Murphy          | 3 Classificat  |
| Actriu Estrangera      | Un hombre en casa       | Paula Wilcox          | Guanyadora     |
| Actriu Estrangera      | Un hombre en casa       | Yootha Joyce          | 2 Classificada |
| Actriu Estrangera      | Yo, Claudio             | Siân Phillips         | 3 Classificada |
| Presentador            | Fantástico              | José María Íñigo      | Guanyador      |
| Presentador            | 625 líneas              | Juan Santamaría       | 2 Classificat  |
| Presentador            | A fondo                 | Joaquín Soler Serrano | 3 Classificat  |
| Presentadora           | 625 líneas              | Mayra Gómez Kemp      | Guanyadora     |
| Presentadora           | Gente hoy               | Mari Cruz Soriano     | 2 Classificada |
| Presentadora           | 24 imágenes por segundo | Isabel Tenaille       | 3 Classificada |
| Personatge más popular | 625 líneas              | Tip y Coll            | Guanyadores    |
| Personatge más popular | 625 líneas              | Beatriz Carvajal      | 2 Classificada |
| Personatge más popular | 625 líneas              | Andrés Pajares        | 3 Classificats |
| Serie Nacional         | Cañas y Barro           | Cañas y Barro         | Guanyadora     |
| Serie Nacional         | El juglar y la reina    | El juglar y la reina  | 2 Classificada |
| Serie Nacional         | Curro Jiménez           | Curro Jiménez         | 3 Classificada |
| Sèrie Estrangera       | Yo, Claudio             | Yo, Claudio           | Guanyadora     |
| Sèrie Estrangera       | Un hombre en casa       | Un hombre en casa     | 2 Classificada |
| Sèrie Estrangera       | Starsky & Hutch         | Starsky & Hutch       | 3 Classificada |
| Programa Nacional      | Aplauso                 | Aplauso               | Guanyador      |
| Programa Nacional      | El hombre y la tierra   | El hombre y la tierra | 2 Classificat  |
| Programa Nacional      | La clave                | La clave              | 3 Classificat  |